# 净花菰腺忍冬
净花菰腺忍冬（学名：Lonicera hypoglauca sp. nudiflora）为忍冬科忍冬属下的一个亚种。